# Boucles de la Mayenne 2016
Die 42. Boucles de la Mayenne 2016 war ein französisches Straßenradrennen. Das Etappenrennen fand vom 2. bis zum 5. Juni 2016 statt. Es gehörte zur UCI Europe Tour 2016 in der Kategorie 2.1.

## Teilnehmende Mannschaften
| WorldTeam- FDJ Professional Continental Teams (10)- Androni Giocattoli-Sidermec - Caja Rural-Seguros RGA - Cofidis, Solutions Crédits - Delko-Marseille Provence-KTM - Direct Énergie - Drapac - Fortuneo-Vital Concept - Gazprom-RusVelo - Team Roth - Topsport Vlaanderen-Baloise Continental Teams (10)- An Post-ChainReaction - Armée de terre - HP BTP-Auber 93 - Beobank-Corendon - Euskadi Basque Country-Murias - Kuota-Lotto - Rabobank Development - Roubaix Métropole européenne de Lille - Trefor - Vorarlberg |
| |

## Etappen
| Etappe    | Datum   | Etappenorte                | type             | Länge (km) | Etappensieger     | Gesamtführender |
| --------- | ------- | -------------------------- | ---------------- | ---------- | ----------------- | --------------- |
| Prolog    | 2. Jun. | Laval – Laval              | Einzelzeitfahren | 4,5        | Bryan Coquard     | Bryan Coquard   |
| 1. Etappe | 3. Jun. | Saint-Berthevin – Craon    | Flachetappe      | 190        | Francesco Chicchi | Bryan Coquard   |
| 2. Etappe | 4. Jun. | Laval – Villaines-la-Juhel | Flachetappe      | 182        | Bryan Coquard     | Bryan Coquard   |
| 3. Etappe | 5. Jun. | Juvigné – Laval            | Flachetappe      | 180        | Thomas Scully     | Bryan Coquard   |

## Wertungstrikots
| Etappe         | Etappensieger     | Gesamtwertung | Punktewertung | Bergwertung       | Sprintwertung        | Nachwuchswertung | Teamwertung    |
| -------------- | ----------------- | ------------- | ------------- | ----------------- | -------------------- | ---------------- | -------------- |
| Prolog         | Bryan Coquard     | Bryan Coquard | Bryan Coquard | nicht vergeben    | nicht vergeben       | Thomas Boudat    | Direct Énergie |
| 1              | Francesco Chicchi | Bryan Coquard | Thomas Boudat | Kasper Asgreen    | Roman Kustadintschew | Thomas Boudat    | Direct Énergie |
| 2              | Bryan Coquard     | Bryan Coquard | Bryan Coquard | Joris Nieuwenhuis | Roman Kustadintschew | Thomas Boudat    | Direct Énergie |
| 3              | Thomas Scully     | Bryan Coquard | Bryan Coquard | Joris Nieuwenhuis | Roman Kustadintschew | Thomas Boudat    | Direct Énergie |
| Wertungssieger | Wertungssieger    | Bryan Coquard | Bryan Coquard | Joris Nieuwenhuis | Roman Kustadintschew | Thomas Boudat    | Direct Énergie |